# Kumamoto
Kumamoto (jap. 熊本市 Kumamoto-shi) – miasto w Japonii, ośrodek administracyjny prefektury Kumamoto, w zachodniej części wyspy Kiusiu.
Znajduje się tutaj XV-wieczny zamek Kumamoto.
W Kumamoto urodziła się Miyabi Onitsuka, snowboardzistka, mistrzyni świata w slopestyle'u oraz Eiichirō Oda, autor mangi One Piece.

## Gospodarka
W mieście rozwinął się przemysł maszynowy, elektroniczny, samochodowy, spożywczy, włókienniczy, chemiczny oraz lotniczy. W mieście jest stacja kolejowaKumamoto.

## Miasta partnerskie
- Niemcy: Heidelberg
- Chińska Republika Ludowa: Guilin
- Stany Zjednoczone: San Antonio, Billings, Helena
- Wielka Brytania: Bristol

## Linki zewnętrzne

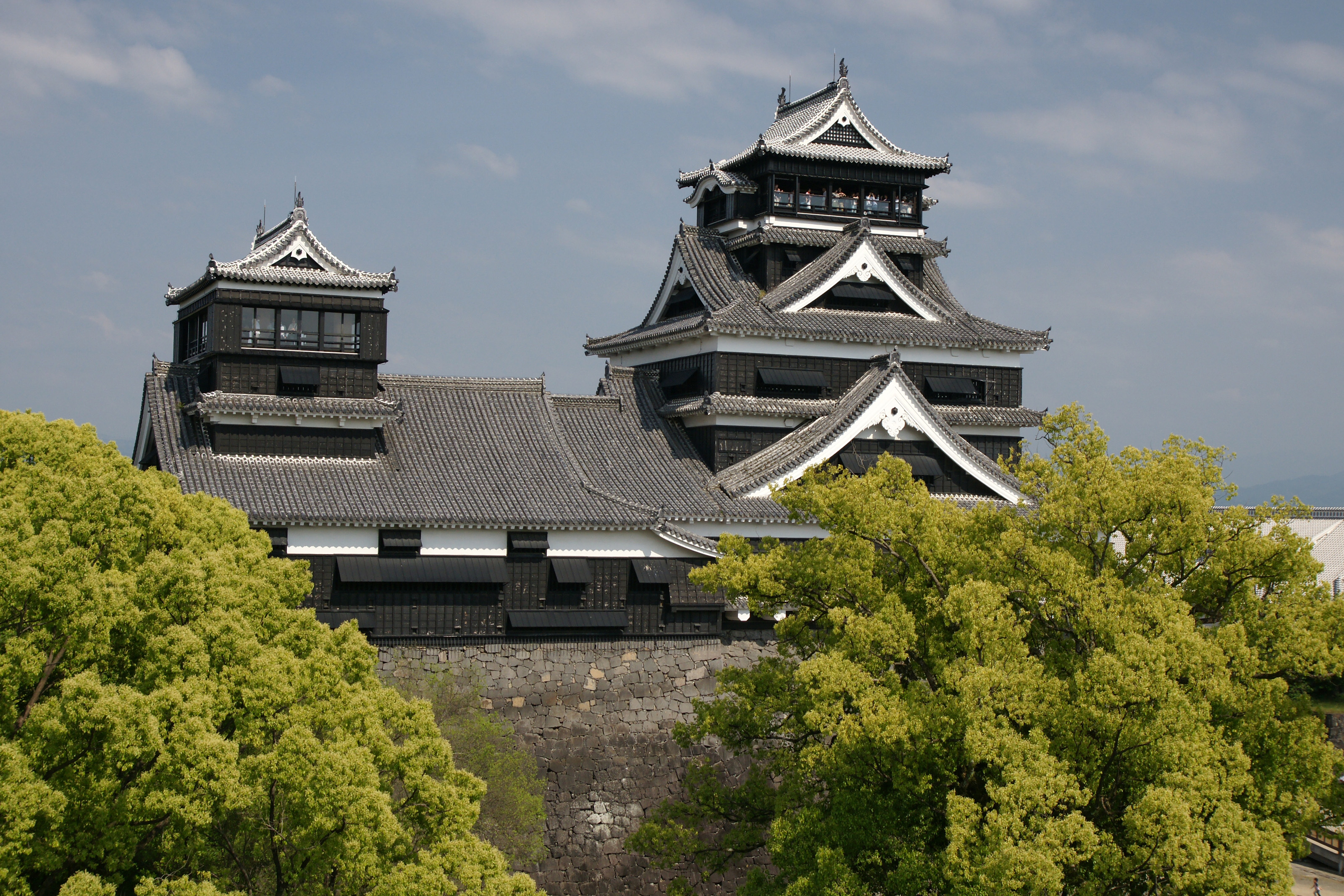
Zamek w Kumamoto